# Abel Silva
Abel Ferreira da Silva (Cabo Frio, 28 de fevereiro de 1945) é um compositor , cantor, escritor e professor universitário brasileiro.
Preponderantemente letrista, a primeira composição foi uma melodia que ganhou letra de João do Vale, chamada Eu chego lá; a primeira composição gravada foi Jura Secreta, que se tornou um grande sucesso na voz de Simone e teve interpretação definitiva de Raimundo Fagner.
Em 1969, formou-se em Letras pela Universidade Federal do Rio de Janeiro (UFRJ).  Foi professor de Literatura Brasileira na Escola de Comunicação da UFRJ e na PUC-Rio , formando inúmeras gerações a partir dos anos 70, por mais de três décadas, atuando também como editor de cultura do jornal “Opinião”.

## Parceiros
Seus principais parceiros são: Sueli Costa, com quem estabeleceu umao Donato, Dominguinhos, João Bosco, Moraes Moreira e Robert .
lio Santiago, João Donato, Zizi Possi, Luiz Gonzaga, Nélson Gonçalves e Nara Leão, entre outros. Uma das composições, Raios de luz, (em parceira com Cristovão Bastos) foi gravada por Simone e Barbra Streisand; Festa do interior, (interpretada por Moraes Moreira), teve mais de 20 gravações fora do Brasil.

## Principais apresentações
- 1991: Poeta mostra a tua cara; Jazzmania e Rio Jazz Club. Rio de Janeiro.
- 1997: Canção Brasileira; Abel Silva e Sueli Costa. Teatro Estação Beira-Mar. Rio de Janeiro.